# Karl Wichmann

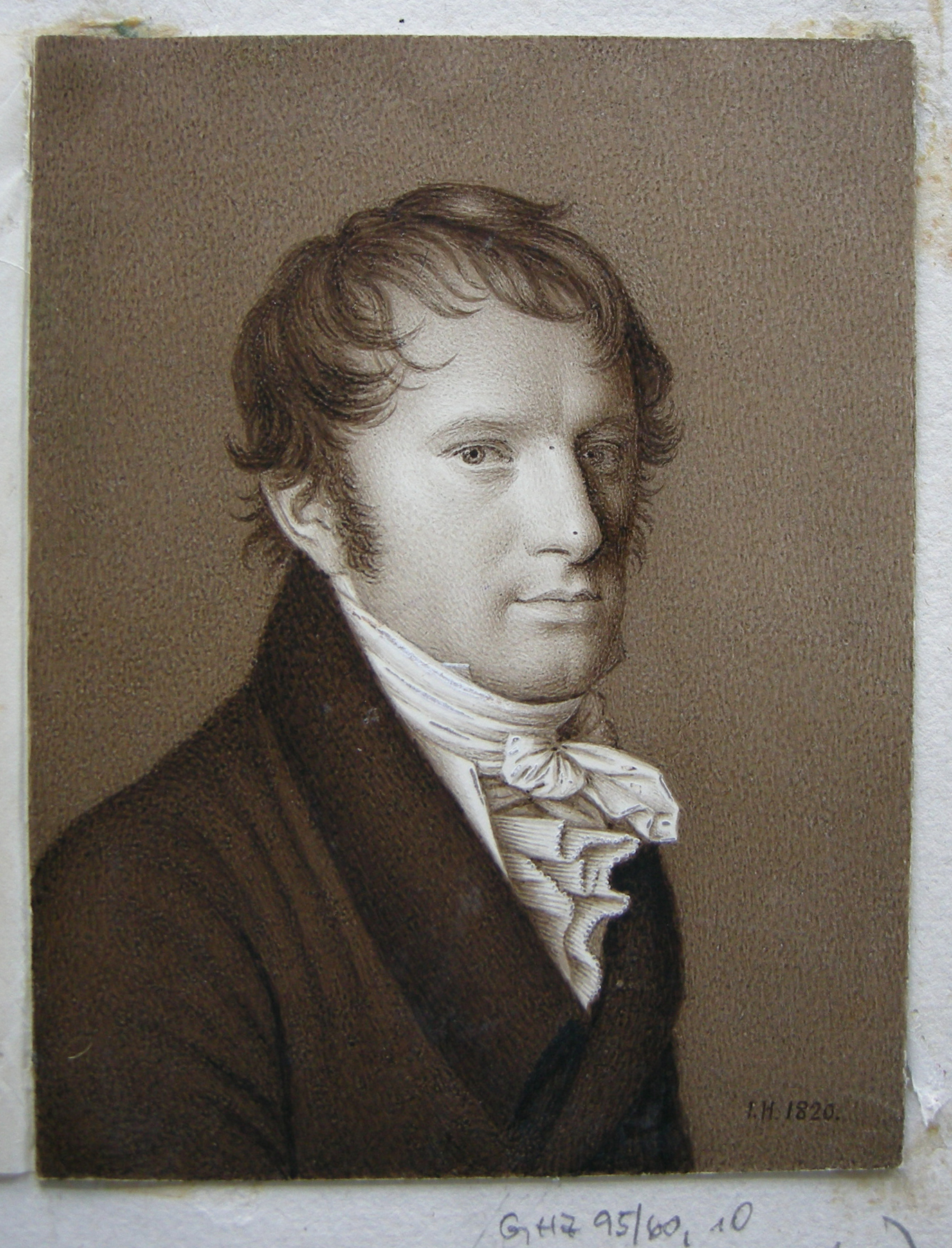
Karl Wichmann 1820 von Johann Heusinger 1820 für den Berlinischen Künstlerverein

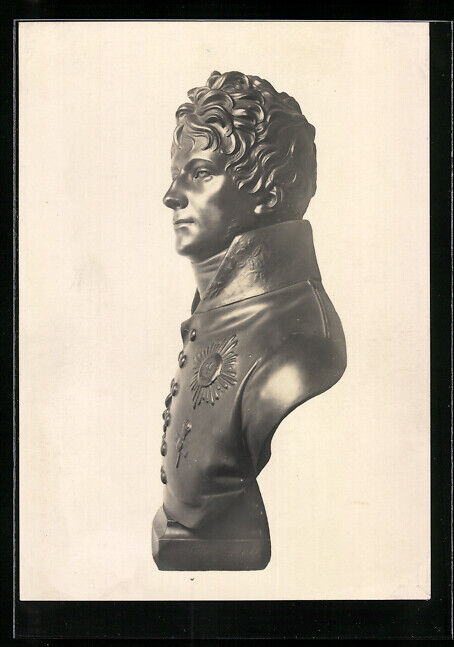
Louis Ferdinand von Preußen (1772–1806) gestanden in Schloss Monbijou

Carl Friedrich Wichmann (* 28. Juni 1775 in Potsdam; † 9. April 1836 in Berlin) war ein deutscher Bildhauer.

## Leben
Wichmann, Sohn eines Bildhauers, fertigte im Atelier seines Vaters seine erste Arbeit, einen Kampf des Herakles mit dem Nemeischen Löwen. Sein Vater, dadurch von seinem Talent überzeugt, gab Wichmann zu den Bildhauern Boye und Unger in die Lehre. Später wurde er Schüler Johann Gottfried Schadows.
In Berlin war er befreundet mit den Bildhauern Christian Daniel Rauch und Philipp Wolf, den Malern Rosentreter und Karl Kretschmar und dem Stempelschneider Johann Ludwig Jachtmann. Im Jahr 1819 ging er mit Rudolf Schadow nach Italien. Dort traf er seinen jüngeren Bruder Ludwig Wilhelm Wichmann, mit dem er 1821 nach ihrer Rückkehr nach Berlin ein gemeinsames Atelier gründete. Er widmete sich von dieser Zeit an hauptsächlich der Porträtplastik.
Im Jahr 1826 wurde er Mitglied, 1829 dann Professor der Berliner Akademie der Künste. Zudem wurde er Mitglied der Berliner Freimaurerloge „Pythagoras zum flammenden Stern“.

## Werke
- 1806: Büste Heinrich Meyer, Arzt, Privatbesitz
- 1809: Büste E. F. Graf von Hertzberg. (Im Schloss Britz in Berlin befindet sich ein Nachguss der Gipsformerei Charlottenburg nach dem Originalmodell.)
- 1809: Büste Margarete Luise Schick, geb. Hamel (1943 im Berliner Theatermuseum zerstört)
- 1825: Büste Karl Georg von Raumer. (heute im Geheimen Staatsarchiv Preußischer Kulturbesitz in Berlin?)
- 1827: Büste Georg Otto Friedrich von Jagow. In der Dorfkirche Rühstädt.